# Louis Milliet
Pour les articles homonymes, voir Milliet.
Louis Milliet, baron de Faverges, baron de Challes, est né le 26 juin 1527 à Chambéry et mort le 12 février 1599 au château de Moncalieri (ou Castello della Rotta), à proximité de Turin. Il fut un savant jurisconsulte, premier président du Sénat de Savoie et Grand chancelier du duché, ambassadeur.

## Biographie

### Origines

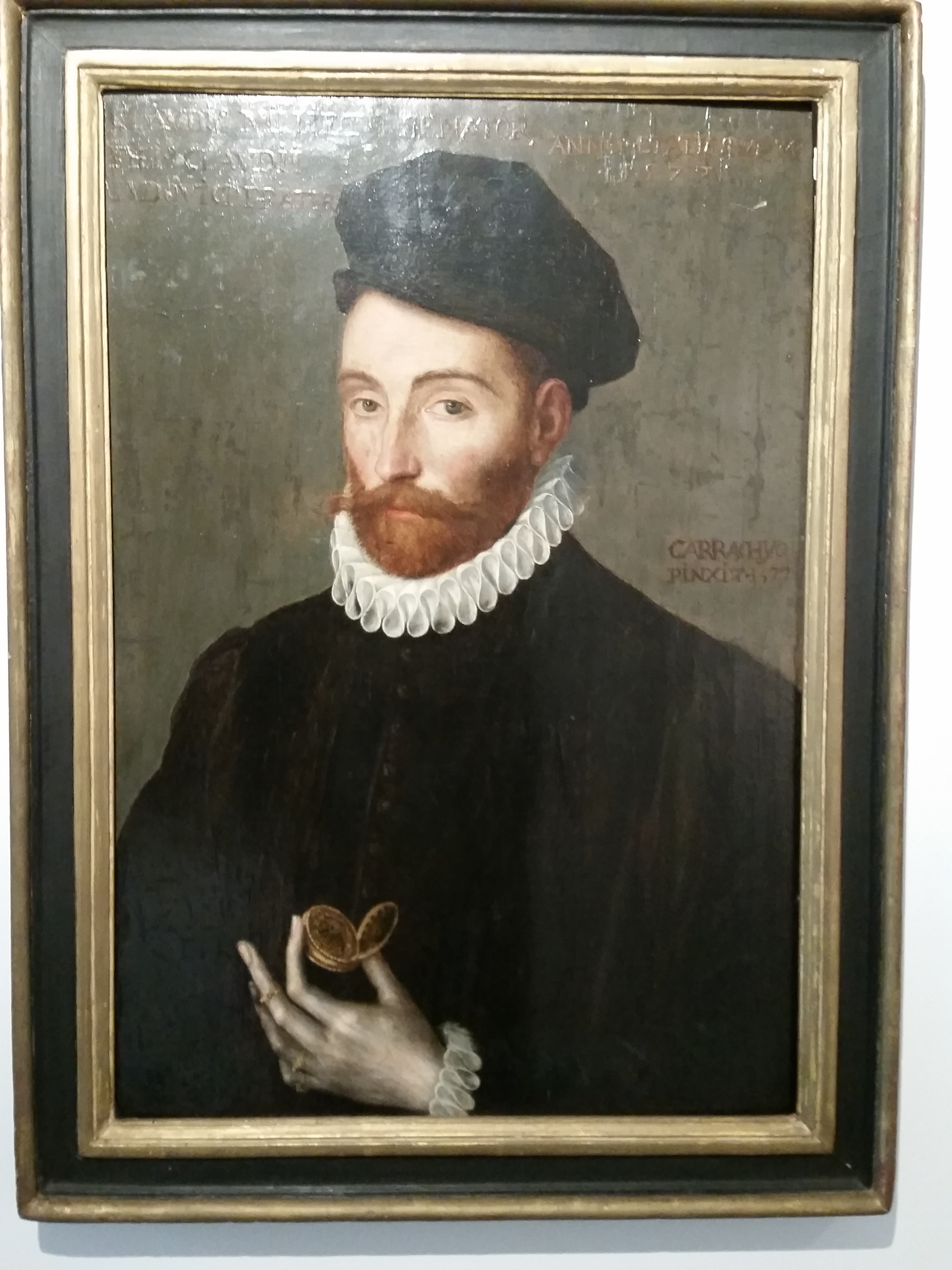
"Portrait du sénateur Milliet" par Jan Kraeck, huile sur bois, 1577

Louis Milliet est le fils de Claude Milliet († 1544), juge de Faucigny, puis premier collatéral au conseil de Savoie, et de Jeanne Polixène de Lambert (†1544).
Il épouse Françoise Baÿ, dont il eut  treize enfants. Parmi eux :
- François-Amédée Milliet de Challes, comte de Faverges (1559-1631), conseiller d'État, premier référendaire ordinaire et maître des requêtes du duc Charles-Emmanuel Ier de Savoie, commandeur de Lémenc.
- Philibert Milliet (1561-1625) évêque de Saint-Jean-de Maurienne puis archevêque de Turin.
- Prosper Milliet de Challes (1563-1589), Chevalier de Malte (1580)
- Hector Milliet d'Arvillars, baron de Challes et d'Arvillars (1568-1642), Premier président de la Chambre des Comptes de Savoie, premier président au Souverain Sénat de Savoie, ambassadeur.

### Carrière
Louis Milliet devient docteur en droit civil et canon de l'université de Padoue le 26 mars 1550. Il séjourne quelque temps à Rome et parcourt l'Italie avec Emmanuel-Philibert de Pingon, célèbre jurisconsulte, qui sera président du Conseil de Genevois et qui lui restera lié d'amitié toute sa vie.
Il se fixe dès 1550 à Chambéry, où il est désigné pour être un des syndics de la ville. Il s'inscrit comme avocat au barreau de Chambéry en pleine période d'occupation française. L'administration française aux ordres du roi François Ier, puis de son fils Henri II, a créé un Parlement français à Chambéry en remplacement du Conseil Résident, créé autrefois par Amédée VI de Savoie. Cet organisme est chargé de la justice et de l'enregistrement des lois et ordonnances du roi de France. Des magistrats français sont mêlés à ceux d'origine savoyarde pour assurer en commun l'ordre et la justice. Ils entérinent la fameuse Ordonnance de Villers-Cotterêts d'août 1539 qui introduit le français à la place du latin dans les actes de procédure et dans les actes d'état civil tenus par les curés.
C'est dans ce cadre de profondes réformes que Louis Milliet va exercer son métier d'avocat. Son expérience sera très utile lorsque le duc Emmanuel-Philibert de Savoie, vainqueur de la Bataille de Saint-Quentin (1557), libère son pays de l'occupation française en 1559 et qu'il crée le Sénat de Savoie en remplacement du Parlement français. Parmi les différentes causes qu'il a à défendre, Louis Milliet plaide en faveur du poète Marc-Claude de Buttet. Ce dernier lui offre en remerciement un sonnet en 1561, dédié à Louis Milliet, savoisien.
Le 6 octobre 1559, le duc Emmanuel-Philibert de Savoie le nomme avocat général au Sénat de Savoie. Il devient vice-président en 1562, puis Conseiller d'État du duc en 1563. En 1564, il joue un rôle important dans les négociations entre la Savoie et Genève, qui aboutissent au Traité de Lausanne (1564).
Il devient premier président du Sénat de Savoie le 22 novembre 1571. Dans les lettres patentes données à Turin le 22 novembre 1571 par le duc Emmanuel-Philibert de Savoie, il est dit que cette désignation intervient en considération des services importants qu'il avait rendus tant en l'administration de la justice qu'en plusieurs ambassades et charges importantes, en France, en Suisse et ailleurs qu'en qualité de conseiller d'État auprès de sa personne dès quelques années en deçà,. Il achète la seigneurie de Faverges, le 10 octobre 1569, pour 4 000 écus d'or à François de Luxembourg et obtient le titre de baron.
En 1577, Jan Kraeck (Giovanni Caracca), dit Carrachyo, peintre hollandais à la cour du duc, réalise  les portraits de Louis Milliet et de sa femme.
Le 15 décembre 1580, le duc Charles-Emmanuel Ier de Savoie le fait Grand chancelier du duché et garde des sceaux, puis chevalier de l'Ordre suprême de la Très Sainte Annonciade (Savoie). Il sera huit fois ambassadeur notamment en France, en Suisse ou à Milan. Pour tout cela, il fut surnommé "Le Sully de la Savoie".
En 1587, il fait l'acquisition du château de Buisson-Rond (Chambéry), puis à la mort du dernier membre de la famille de Challes (commune de Challes), la seigneurie le 6 août 1594, dont son fils Hector est fait baron.
Il est inhumé aux côtés de sa femme dans l'église Sainte-Marie-Egyptienne de Chambéry.

## Notoriété
On lui attribue d'avoir été un des principaux auteurs de la législation et des dispositions politiques qui eurent lieu lorsque le duc Emmanuel-Philibert de Savoie réorganisa sur de nouveaux principes le gouvernement de son pays. Le 12 juillet 1561, le duc de Savoie tint un lit de Justice à Chambéry. Louis Milliet y prononça une harangue en français, restée célèbre dans les annales.
Compte tenu de son rôle important dans l'administration de la Savoie, les auteurs contemporains relèvent beaucoup de références Milliet aux archives de Turin et de Chambéry.